# Мутант (телесеріал)
«Мутант» (фр. Le Mutant) — французький науково-фантастичний мінісеріал телеканалу TF1. Прем'єла серіалу відбулася 15 червня 1978 року. Сценарист — Ален Паже, режисер — Бернар Тюблан-Мішель.

## Сюжет
Різні країни світу вирішили помиритися та знищити власне озброєння, в той час зростає суспільний контроль за всіма діями за допомогою відеоспостереження. Він таємничий вчений, який веде цей пацифістський рух через Легіони Миру. Проте поява мутанта зі здібностями, які виходять за рамки «нормального», поставить все під загрозу.
Серіал повністю знятий спалахами спогадів. Проводится з'ясування особи цього момента, і кожен епізод складається з вивчення спогадів свідка. Для цього розслідування використовується опитувач пам'яті, який дозволяє транслювати спогади на екрані.

## У ролях
- Ніколя Піньйо : Сауль Массон / Мутант
- Фанні Ардан : Жанна Лорен
- Жак Дакмін : Професор Массон
- Стефан Буї : Перес
- Філіпп Форке : Легран
- Ален Гітьє : журналіст
- Бернар Ворінже : Вольтер

## Комаентарі
Цей серіал є рідкісним прикладом французької наукової фантастики 1970-х років, який демонструвався у прайм-тайм на телеканалі TF1. Екранізація роману Ален Паже, опублікованого Альбін Мішель.